# Thỏa thuận trước về phương pháp xác định giá tính thuế
Thỏa thuận trước về phương pháp xác định giá tính thuế (APA) là một thỏa thuận trước thời hạn giữa người nộp thuế và cơ quan thuế về phương pháp định giá chuyển nhượng phù hợp (TPM) cho một tập hợp các giao dịch có vấn đề trong một khoảng thời gian cố định  (được gọi là " Giao dịch được xem xét").
Hầu hết các APA liên quan đến người nộp thuế ở Hoa Kỳ và Sở Thuế vụ Hoa Kỳ (IRS), nhưng APA cũng được thực hiện bên ngoài Hoa Kỳ.
APA song phương và đa phương APA nói chung là đa phương hoặc đa phương tức là chúng cũng bao gồm các thỏa thuận giữa người nộp thuế và một hoặc nhiều cơ quan quản lý thuế nước ngoài theo thẩm quyền của thủ tục thỏa thuận chung (MAP) được quy định trong các hiệp ước thuế thu nhập. Người nộp thuế được hưởng lợi từ các thỏa thuận như vậy vì họ được đảm bảo rằng thu nhập liên quan đến các giao dịch được xem xét sẽ không bị đánh thuế hai lần bởi IRS và cơ quan thuế nước ngoài có liên quan. Chính sách của IRS là "khuyến khích" người nộp thuế tìm kiếm các APA song phương hoặc đa phương nơi có các quy định của cơ quan có thẩm quyền.
APA đơn phương Tuy nhiên, có thể người nộp thuế có thể thương lượng một APA đơn phương chỉ liên quan đến người nộp thuế và IRS. Trong trường hợp này, hai bên chỉ đàm phán một TPM thích hợp cho mục đích thuế của Hoa Kỳ. Nếu người nộp thuế có liên quan đến tranh chấp với cơ quan quản lý thuế nước ngoài liên quan đến các giao dịch được xem xét, họ có thể tìm kiếm sự giải thoát bằng cách yêu cầu cơ quan có thẩm quyền của Hoa Kỳ tiến hành một thủ tục thỏa thuận chung. Tất nhiên, điều này giả định rằng có một hiệp ước thuế thu nhập áp dụng có hiệu lực ở nước ngoài.
Chương trình APA Mỗi APA được xử lý bởi một đội ngũ APA. Một trong những trưởng nhóm được chỉ định của Chương trình APA chịu trách nhiệm tập hợp đội và nói chung sẽ bao gồm một nhà kinh tế, một giám khảo viên quốc tế, một cố vấn lĩnh vực LMSB, và trong các trường hợp đa phương hoặc một nhà phân tích có thẩm quyền của Hoa Kỳ thảo luận hàng đầu với các đối tác hiệp ước. Các thành viên khác trong nhóm có thể bao gồm Cố vấn kỹ thuật quốc tế LMSB, nhân viên kiểm tra LMSB hoặc Cán bộ kháng cáo.